# راک تجربی
راک تجربی یا اکسپریمنتال راک (به انگلیسی: Experimental rock) یا راک آوانگارد (یا به اختصار آوانت-راک)، سبکی از موسیقی است که بر پایه موسیقی راک است اما با پایه‌های موسیقی راک دست به آزمایش می‌زند یا قواعد معمول آهنگ‌سازی یا اجرا را تغییر می‌دهد.
اجرا کنندگان همچنین ممکن است با تغییر در سازبندی، ترانه‌نویسی، اضافه کردن سبک‌های دیگر موسیقی ویا اضافه کردن سازهای جدید، موسیقی خود را منحصر به خود نمایند.